# Град ноћи
Град ноћи је роман који је написао Џон Речи. Првобитно га је објавио Grove Press 1963. године у Њујорку. Ранији изводи су се појавили у часописима посвећеним књижевности као што су Evergreen Review, Big Table, Nugget и The London Magazine.
Град ноћи је познат по свом експонирајућем приступу и оштром приказу мушке проституције, као и по свом наративном стилу романа струје свијести.

## Сажетак заплета
Младић (Речи користи термин „младић“ када се говори о преварантима) путује широм земље док ради као преварант. Књига се фокусира на поглавља о локацијама које младић посјећују и одређеним личностима које тамо среће, од Њујорка, до Лос Анђелеса, Сан Франциска и Њу Орлеанса. Током читавог романа, неименовани приповједач има сусрете са различитим чудним ликовима, укључујући још једног преваранта, старијег мушкарца, склоног садомазохизму и старца прикованог за кревет. Сви ови односи варирају по обиму своје емоционалне и сексуалне природе, као и по својој посебности.
Књига укључује писање о нереду, који се догодио 1959. године у Лос Анђелесу, када су се бориле лезбејке, геј мушкарци, трансродне особе и драг краљице који су се дружили у геј бару назива Купер Ду-натс и које је полиција Лос Анђелеса често узнемиравала, организовали и побунили се након што је полиција ухапсила три особе, укључујући аутора Речија. Покровитељи су почели да гађају полицију крофнама и шољицама за кафу. Полиција Лос Анђелеса позвала је подршку и ухапсила бројне изгреднике. Речи и друга два првобитна заточеника успјели су да побјегну.

## Пријем публике и утицаји
Наратор дијели многе личне карактеристике, укључујући етничку припадност и релативну старост, са аутором у то време. Аутор користи необичне методе како би постигао вјеродостојност, на примјер, изостављајући апостроф у контракцијама, како би поново створио говор једва писмених ликова.
Порнограф Дејвид Хурлс је написао да га је „Речијева прича ослободила... Његова прича ми је говорила о свијету за који сам се само надао да би заиста могао да постоји. Ефекат је био висцералан, секси, застрашујући, и натерао је мој дух да узлети. Ова књига је помогла да ме 1965. године намами у Калифорнију."
Књига Град ноћи инспирисао је режисера Гаса Ван Сента да напише сценарио за Мој приватни Ајдахо.
Град ноћи се наводи као главни разлог зашто је режисер Тоби Рос дошао у Сједињене Америчке Државе из Швајцарске да започне своју америчку филмску каријеру. По доласку у Лос Анђелес почео је да истражује о овој теми и да тражи ликове који се помињу у књизи.
Град ноћи је рангиран на 22. мејсту на листи 100 најбољих геј и лезбејских романа коју је саставио Publishing Triangle 1999. године.
У песми „L.A. Woman (song)“ групе The Doors, фраза „City of Night“ се понавља у тексту и односи се на ову књигу.